# Дияла (мухафаза)
Дияла (араб. ديالى‎) — мухафаза Ирака, простирающаяся на северо-восток от Багдада до иранской границы. Административный центр — город Баакуба. Другие крупные города — Эль-Халис, Муктадия, Ханакин, Балад-Руз, Кифри, Бани-Саад, Джалаула. Площадь территории составляет 19 076 км² с населением 1 443 200 на 2011 год.
Большая часть мухафазы находится у реки Дияла, главного притока Тигра. Из-за близости к двум главным источникам воды основой хозяйства региона является сельское хозяйство, прежде всего выращивание фруктов в больших рощах финиковых пальм. Это апельсиновая столица Ближнего Востока.

## История
17 июня 2014 года боевики ИГИЛ захватили два города в провинции Эль-Азым и Эс-Саадия. 27 ноября 2014 года иракские власти сообщили о полной зачистке провинции от боевиков ИГИЛ.

## Округа
- Эль-Халис
- Муктадия
- Баакуба
- Балад-Руз
- Ханакин
- Кифри